# Абрамов, Исай Абрамович
Исай Абрамович Абрамов (1888 — ?) — советский виноградарь, Герой Социалистического Труда (1949).

## Биография
Горский еврей. Работал звеньевым в колхозе имени Кагановича (близ Дербента).
В 1948 году звено под руководством Абрамова с участка площадью 4,1 гектара получило 202,1 центнера винограда с гектара (при среднем урожае по колхозу 127 центнеров с гектара).
27 июля 1949 года Абрамов за получение высоких урожаев винограда в 1948 году был удостоен звания Героя Социалистического Труда с вручением ордена Ленина и золотой медали «Серп и Молот». В этом же колхозе трудились Мардахай Исаев и Мамри Исаев, удостоенные звания Героя Социалистического Труда этим же указом.